# Dasineura nipponica
Dasineura nipponica är en tvåvingeart som först beskrevs av Inouye 1966.  Dasineura nipponica ingår i släktet Dasineura och familjen gallmyggor. Inga underarter finns listade i Catalogue of Life.